# Озеро-Куреево
О́зеро-Куре́ево — село в Турочакском муниципальном районе Республики Алтай России. Входит в состав Озеро-Куреевского сельского поселения.

## География
Расположено на правом берегу реки Бии. Населённый пункт окружён тайгой смешанного типа.

## Население
| 2010 | 2011 | 2012 | 2013 | 2014 | 2015 | 2016 |
| ---- | ---- | ---- | ---- | ---- | ---- | ---- |
| 381  | ↗382 | ↘369 | ↗388 | ↘382 | ↗387 | ↘384 |

## Инфраструктура
В селе имеются школа, фельдшерско-акушерский пункт, 4 продуктовых магазина, два магазина одежды. Имеются православная церковь Московского патриархата, церковь Адвентистов Седьмого Дня.